# Kamer van Afgevaardigden (Roemenië)
De Kamer van Afgevaardigden van Roemenië (Roemeens: Camera Deputaţilor) is het lagerhuis van Roemenië's tweekamerstelsel. Samen met de Senaat vormt de Kamer het parlement van Roemenië. De Kamer zetelt in het Parlementspaleis in Boekarest en telt sinds december 2020 330 zetels. De leden worden direct gekozen door evenredige vertegenwoordiging in 42 kiesdistricten. De recentste verkiezingen vonden, samen met die voor de Senaat, in december 2020 plaats.

## Voorzitters
| Periode    | Naam                  | Partij |
| ---------- | --------------------- | ------ |
| 1990–1992  | Dan Marțian           | FSN    |
| 1992–1996  | Adrian Năstase        | FDSN   |
| 1996–2000  | Ion Diaconescu        | PNȚCD  |
| 2000–2004  | Valer Dorneanu        | PDSR   |
| 2004–2006  | Adrian Năstase        | PSD    |
| 2006–2008  | Bogdan Olteanu        | PNL    |
| 2008–2012  | Roberta Anastase      | PDL    |
| 2012–2016  | Valeriu Zgonea        | PSD    |
| 2016–2019  | Liviu Dragnea         | PSD    |
| 2019–2020  | Marcel Ciolacu        | PSD    |
| 2020–2021  | Ludovic Orban         | PNL    |
| 2021–2023  | Marcel Ciolacu        | PSD    |
| sinds 2023 | Alfred-Robert Simonis | PSD    |